# Micromitrium densifolium
Micromitrium densifolium är en bladmossart som beskrevs av Brotherus 1925. Micromitrium densifolium ingår i släktet Micromitrium och familjen Ephemeraceae. Inga underarter finns listade i Catalogue of Life.